# Sanctuaire de la Fontaine
Le sanctuaire de la Fontaine est un site antique de la ville de Nîmes, lieu de culte probable de la première implantation humaine autour de la source. Aujourd'hui, ce site se trouve au cœur des jardins de la Fontaine.

## Description et interprétation
À l’emplacement de la source originelle sur laquelle la ville a été fondée, la fontaine joue très certainement un rôle capital, puisqu’on y célèbre un culte au dieu Nemausus. Peu avant le début de notre ère, on y construit tout d'abord un autel dédié au culte d’Auguste, puis, progressivement, c’est un véritable sanctuaire dédié au culte impérial qui se met en place autour de la fontaine.

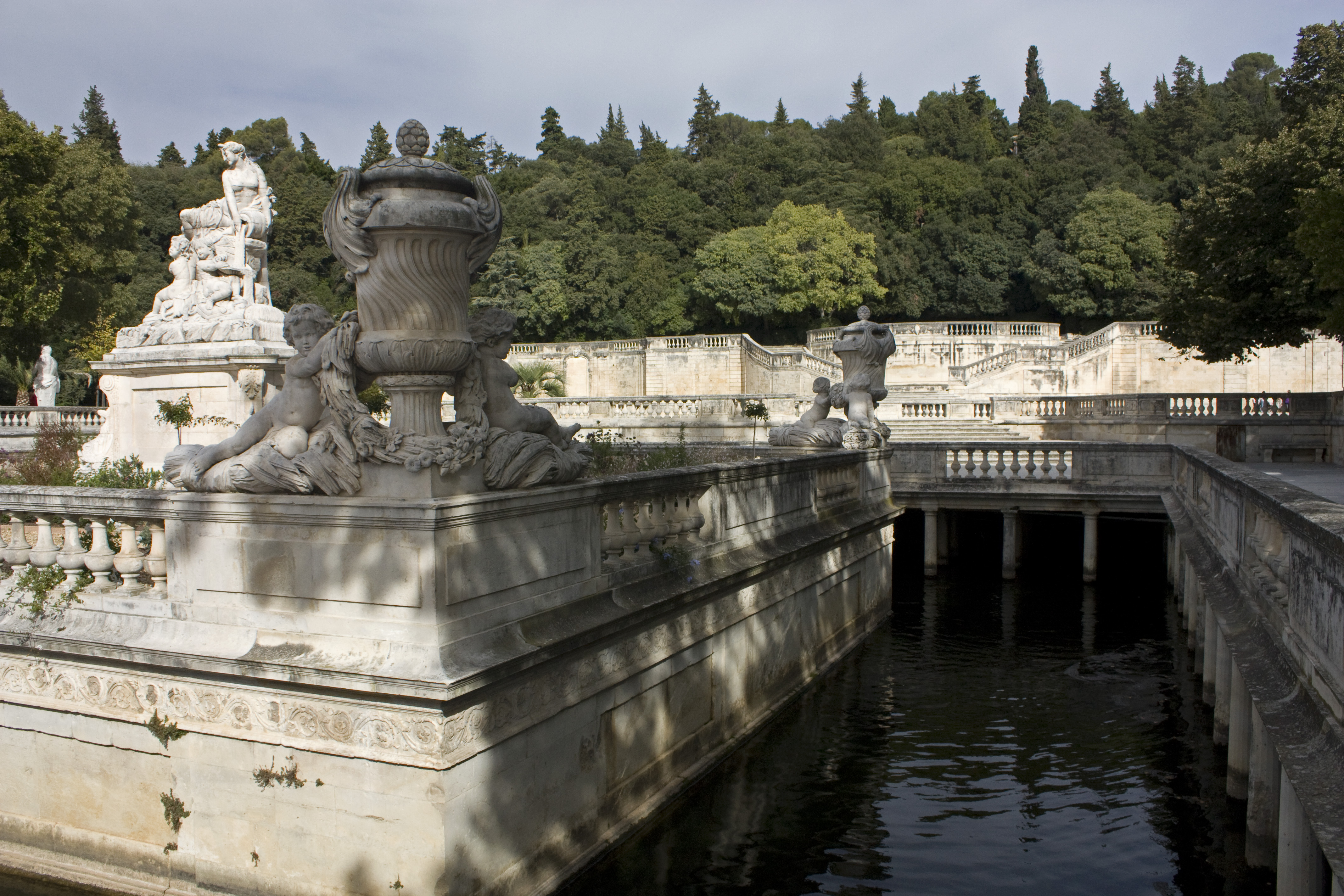
Nymphée actuel

Dans cet « Augusteum », en plus de cet autel aménagé au centre d’un nymphée, on trouve un théâtre ou odéon, et un curieux édifice voûté que l’on appelle aujourd’hui « temple de Diane ». En réalité on ignore s’il s’agit véritablement d’un temple, puisque certaines indications pourraient laisser penser qu’il s’agit d’une bibliothèque. Bon nombre d’hypothèses ont d’ailleurs été émises à propos de cet édifice, mais aucune n’a pu être démontrée encore aujourd’hui.
Dominé par la tour Magne — qui avait aussi pour rôle de signaler la présence du site —, le sanctuaire était par ailleurs fermé par un triple portique doté d’une entrée monumentale le reliant au reste la ville. Ce type de sanctuaire est assez rare, d’autant plus que, contrairement à ce que l’on pourrait imaginer, il n’a pas été ordonné par Auguste pour instaurer une propagande à son égard, mais a probablement été bâti à l’initiative des populations locales, en remerciement des faveurs accordées à la ville. La mise en place de ce culte dans un lieu déjà religieusement chargé est un acte d’une forte portée symbolique.
Au départ, le déroulement du culte impérial est différent d’un véritable culte religieux, puisque les empereurs ne sont divinisés qu’à leur mort — et pas dans tous les cas. D’une certaine façon, l’empereur est placé entre les dieux et les hommes. Mais avant tout, les objectifs du culte impérial sont plus politiques que religieux. Ce culte en effet s’inscrit directement dans le processus de romanisation de colonies comme Nîmes. Bien qu’il soit obligatoire, le culte impérial est également une occasion pour les colonies de manifester leur attachement à Rome. On fonctionne ainsi dans une relation de réciprocité comme avec le don du rempart. Plus les Nîmois se montrent fidèles envers Rome, plus Rome les récompense, et vice-versa.

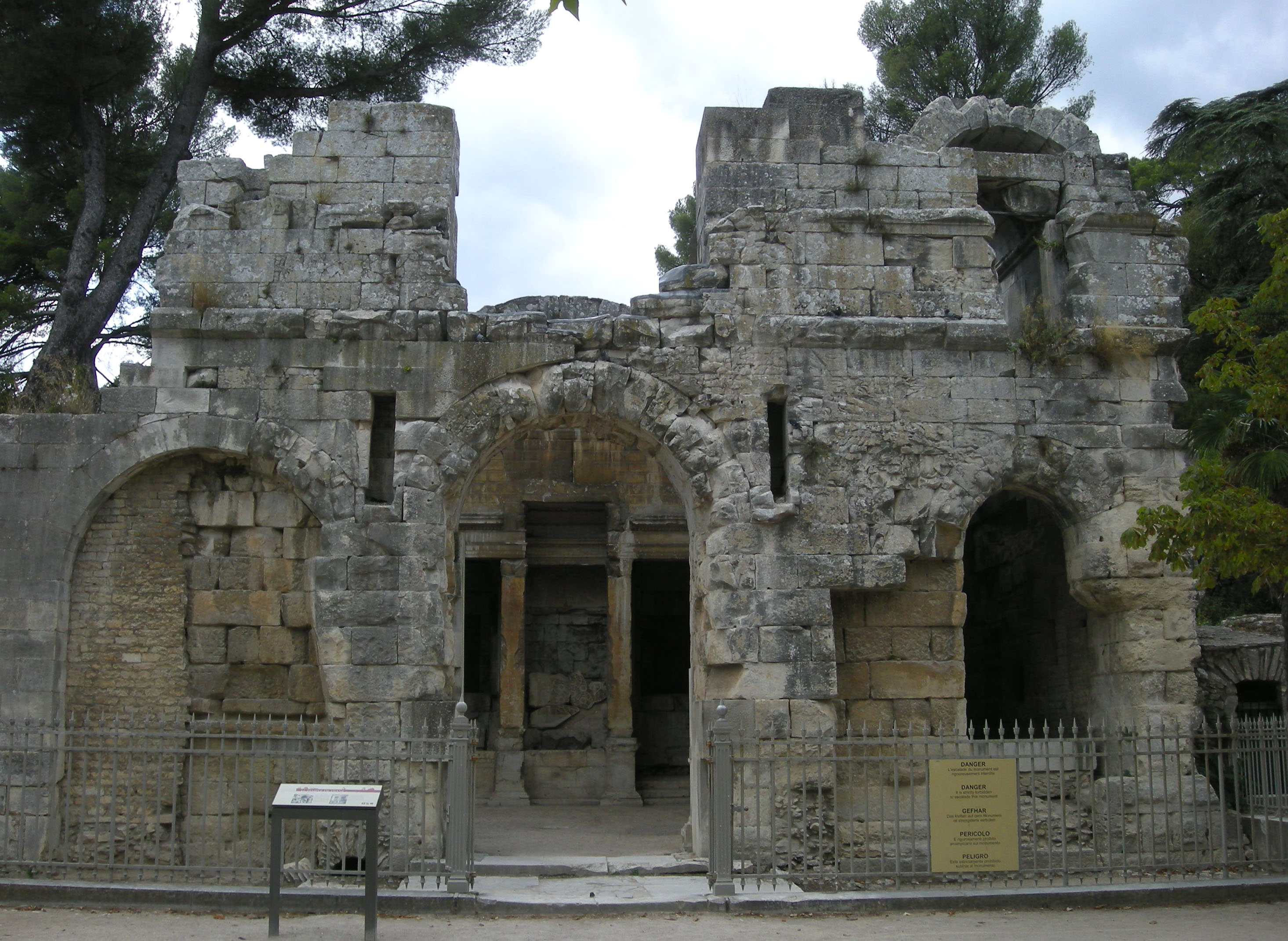
Temple de Diane.

Ce système contribue largement à la romanisation naturelle de la ville, dont le culte impérial est le rouage essentiel. Son obligation dans toutes les villes conquises par Rome permet en même temps d’unifier l’Empire en imprégnant les populations d’une mentalité commune. Cependant, ce culte revêt des formes différentes selon les époques et les régions. Ainsi, dans la Narbonnaise, il est beaucoup plus marqué qu’ailleurs, puisque la région a été très tôt conquise. Par ailleurs, son intensité varie selon l’empereur au pouvoir. On sait par exemple qu’Auguste entretient une relation très étroite avec Nîmes, où il est très aimé.
Selon les règnes, le culte impérial peut donc être plus ou moins intense. Dans une société ou toutes les possibilités sont ouvertes aux hommes libres romains, le culte, bien que théoriquement imposé, est aussi souvent rendu sous l’impulsion même des colonisés. Et, bien qu’il s’agisse de quelque chose de public, il fait parfois l’objet d’initiatives privées.
Pour chaque province, le culte impérial dispose d’un autel officiel implanté dans la capitale, sur lequel un prêtre de haut rang procède à un sacrifice. De telles contraintes n’empêchent pas des colonies comme Nîmes de rendre hommage à l’Empereur par leurs propres moyens, comme en témoigne l’Augusteum. Les cérémonies qui y sont organisées sont dirigées par un flamine municipal et des sévirs — des sortes de prêtres dont le rôle n’est pas parfaitement connu, mais dont on sait que leurs fonctions sont très prestigieuses. Ce qui est parfaitement surprenant avec le culte impérial de Nîmes, c’est qu’il s’agit de l’un des rares exemples où il existe deux lieux de culte. Le premier est donc cet Augusteum et le second se trouve au cœur de la ville, sur le forum, dans ce que l’on appelle aujourd’hui la Maison Carrée.